# Instituto Conmemorativo Gorgas
El Instituto Conmemorativo Gorgas de Estudios de la Salud (ICGES) es una institución de salud pública establecida en Panamá dedicada principalmente a la investigación de la salud y prevención de enfermedades.
Fue creado en 1921 por el presidente de Panamá Belisario Porras, como tributo al doctor William C. Gorgas, quien había erradicado la fiebre amarilla durante la construcción del Canal de Panamá. En 1928 se inauguraron sus instalaciones en Ciudad de Panamá. El instituto fue administrado por los Estados Unidos hasta 1990 con el nombre de Laboratorio Conmemorativo Gorgas.

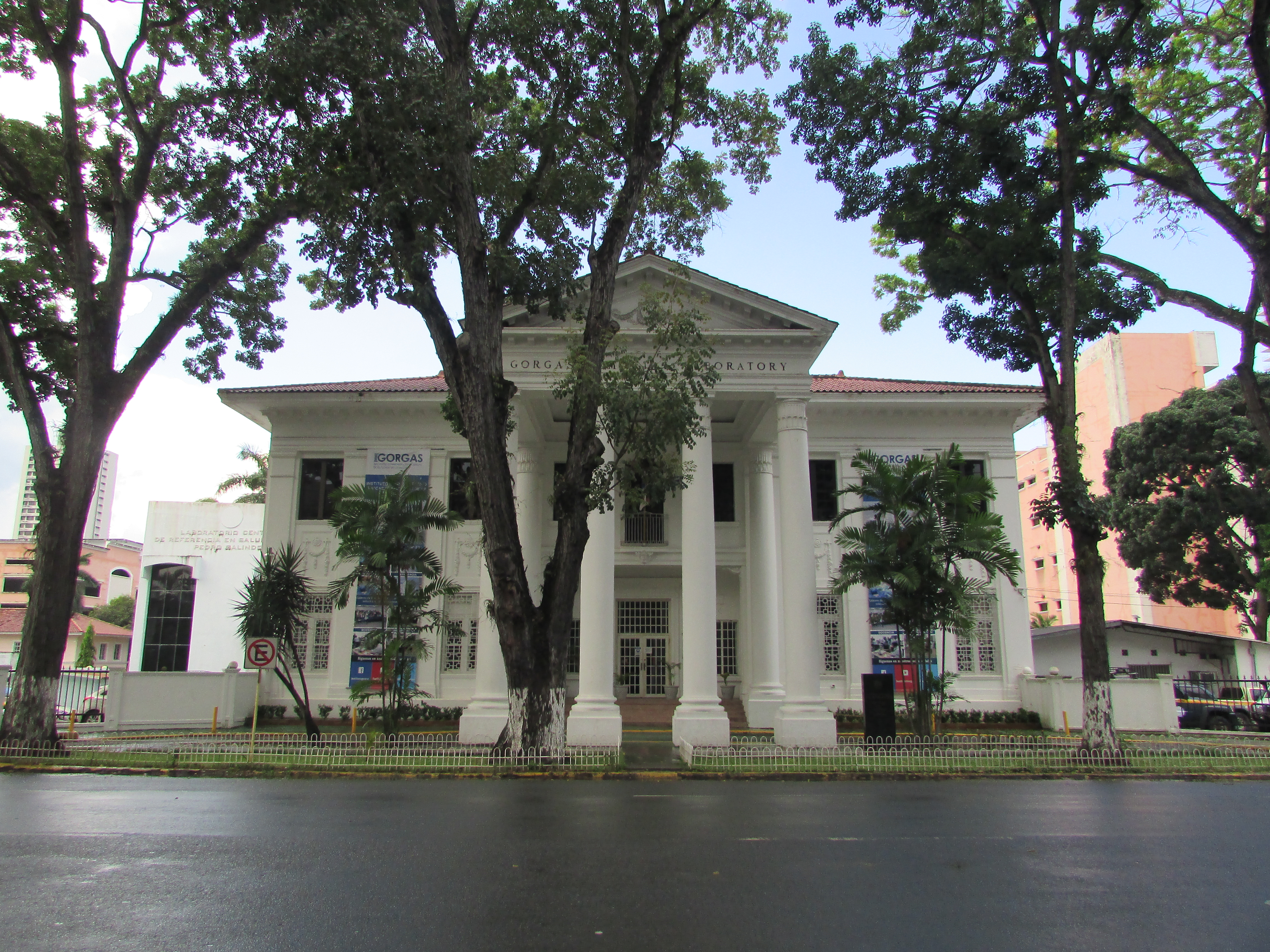
Fachada edificio Instituto Conmemorativo Gorgas

Su área de investigación como laboratorio abarcó el tratamiento de problemas de la medicina tropical que a su vez podían solucionar problemas sanitarios en Panamá. Han realizado investigaciones de control y prevención en enfermedades parasitarias como la malaria, la toxoplasmosis, la leishmaniasis y la enfermedad de Chagas; así como enfermedades producidas por arbovirus, retrovirus, robovirus, papilomavirus, virus respiratorios, etc. 
Dentro del instituto existe un banco de sueros con una cantidad estimada de 50 mil sueros. También posee una biblioteca con alrededor de 1.139 publicaciones hechas por investigadores del instituto. 
Hacia 1990, fue traspasado al gobierno panameño y pasó a ser una unidad ejecutora del Ministerio de Salud. En 1994 fue cambiado su nombre a Centro Conmemorativo Gorgas de Información e Investigación y hacia 1997 a su nombre actual mediante el Resuelto Ministerial N.º 5101 del 9 de septiembre de 1997. Con los Resueltos Ministeriales 276 del 9 de julio de 1998 y 201 del 6 de agosto de 1999, se crea su estructura organizativa, sus políticas y normas y el anexo del Laboratorio Central de Referencia en Salud Pública (LCRSP).